# Aeroportul Walter J. Koladza
Aeroportul Walter J. Koladza (IATA: GBR, ICAO: KGBR, FAA LID: GBR) este un aeroport din Massachusetts, Statele Unite ale Americii. Aeroportul a fost tranzitat în 2019 de 28 de pasageri.
Situat la o altitudine de 229 m, aeroportul dispune de 1 pistă.

## Infrastructură

### Piste
Aeroportul dispune de o singură pistă. Pista 11/29 are suprafața de asfalt și dimensiunile 2.579 picioare × 50 picioare. 